# Medaglia per la vittoria sulla Germania nella grande guerra patriottica 1941-1945
La medaglia per la vittoria sulla Germania nella grande guerra patriottica 1941-1945 (in russo Медаль «За победу над Германией в Великой Отечественной войне 1941—1945 гг.»?, Medal' «Za pobedu nad Germaniej v Velikoj Otečestvennoj vojne 1941—1945 gg.») è stata un'onorificenza nazionale dell'Unione Sovietica.

## Storia
La medaglia fu istituita il 9 giugno 1945.
In Russia, nella giornata del 9 maggio (festa nazionale della vittoria), il nastro di questa medaglia è il simbolo della ricorrenza e viene esibito in vari modi, portato orgogliosamente dalle persone di tutte le età.

## Assegnazione
La medaglia veniva assegnata ai partecipanti alla seconda guerra mondiale.

## Insegne
- La medaglia era di ottone. Il dritto raffigurava il busto di Stalin con sopra la scritta "LA NOSTRA CAUSA È GIUSTA" (Russo: НАШЕ ДЕЛО ПРАВОЕ) e con sotto la scritta "ABBIAMO VINTO" (Russo: МЫ ПОБЕДИЛИ). Sul retro in basso, una piccola stella a cinque punte, lungo la circonferenza della medaglia, la scritta in rilievo "PER LA VITTORIA SULLA GERMANIA" (Russo: «ЗА ПОБЕДУ НАД ГЕРМАНИЕЙ»), al centro, la scritta in rilievo su tre righe "NELLA GRANDE GUERRA PATRIOTTICA DEL 1941-1945 (Russo: В ВЕЛИКОЙ ОТЕЧЕСТВЕННОЙ ВОЙНЕ 1941—1945 ГГ.»).
- Il nastro era come quello dell'Ordine di San Giorgio.